# Тачне тригонометријске константе
Тачни алгебарски изрази за тригонометријске вредности су понекад корисни, углавном за поједностављење решења у сложеним облицима који омогућавају даље поједностављење.
Све вредности синуса, косинуса и тангенса углова са корацима од по 3° могу се у потпуности извести користећи формуле за полууглове, двоструке углове и адиционе формуле за вредности за 0°, 30°, 36°, и 45°. Треба уочити да је 1° = π/180 радијана. 
Према Нивеновој теореми, једине рационалне вредности синусне функције за коју је аргумент степена угла рационалан број су вредности 0, 1/2, 1.

## Фермаови бројеви
Списак у овом чланку је непотпун због најмање два разлога. Прво, увек је могуће применити формулу за полууглове да бисмо пронашли тачан резултат косинуса једне половине сваког угла на листи, онда половину тог угла, итд. Друго, овај чланак обухвата само прва два од пет познатих Фермаових простих бројева: 3 и 5, док алгебарске вредности такође постоје и за косинус од 2π/17, 2π/257 и 2π/65537. У пракси, све вредности синуса, косинуса и тангенса које нису нађене у овом чланку се приближно одређују помоћу техника описаних у Генерисању тригонометријских табела.

## Табела константи
Вредности углова ван опсега [0°, 45°] су изведени тривијално од ових вредности, користећи круг рефлексије осе симетрије. (Видети тригонометријске идентитете.) 
У наредним случајевима, у којима је одређени број степени у вези са неким правилним многоуглом, однос је тај да је број степени у сваком унутрашњем углу многоугла (n–2) пута већи од наведеног броја степени (где је n број страница). Разлог томе је чињеница да је збир углова сваког n-тоугла једнак 180°×(n–2), те је величина сваког угла у било ком правилном n-тоуглу једнака 180°×(n–2)÷n. Тако, на пример, у случају "45°: квадрат" значи да је, за n=4, 180°÷n = 45°, и да је број степени било ког унутрашњег угла квадрата једнак (n–2)×45° = 90°.

### 0°: основно
{\displaystyle \sin 0=0\,}
{\displaystyle \cos 0=1\,}
{\displaystyle \tan 0=0\,}
{\displaystyle \cot 0{\text{ nije definisano}}\,}

### 3°: правилан шездесетоугао
{\displaystyle \sin {\frac {\pi }{60}}=\sin 3^{\circ }={\tfrac {1}{16}}\left[2(1-{\sqrt {3}}){\sqrt {5+{\sqrt {5}}}}+{\sqrt {2}}({\sqrt {5}}-1)({\sqrt {3}}+1)\right]\,}
{\displaystyle \cos {\frac {\pi }{60}}=\cos 3^{\circ }={\tfrac {1}{16}}\left[2(1+{\sqrt {3}}){\sqrt {5+{\sqrt {5}}}}+{\sqrt {2}}({\sqrt {5}}-1)({\sqrt {3}}-1)\right]\,}
{\displaystyle \tan {\frac {\pi }{60}}=\tan 3^{\circ }={\tfrac {1}{4}}\left[(2-{\sqrt {3}})(3+{\sqrt {5}})-2\right]\left[2-{\sqrt {2(5-{\sqrt {5}})}}\right]\,}
{\displaystyle \cot {\frac {\pi }{60}}=\cot 3^{\circ }={\tfrac {1}{4}}\left[(2+{\sqrt {3}})(3+{\sqrt {5}})-2\right]\left[2+{\sqrt {2(5-{\sqrt {5}})}}\right]\,}

### 6°: правилан тридесетоугао
{\displaystyle \sin {\frac {\pi }{30}}=\sin 6^{\circ }={\tfrac {1}{8}}\left[{\sqrt {6(5-{\sqrt {5}})}}-{\sqrt {5}}-1\right]\,}
{\displaystyle \cos {\frac {\pi }{30}}=\cos 6^{\circ }={\tfrac {1}{8}}\left[{\sqrt {2(5-{\sqrt {5}})}}+{\sqrt {3}}({\sqrt {5}}+1)\right]\,}
{\displaystyle \tan {\frac {\pi }{30}}=\tan 6^{\circ }={\tfrac {1}{2}}\left[{\sqrt {2(5-{\sqrt {5}})}}-{\sqrt {3}}({\sqrt {5}}-1)\right]\,}
{\displaystyle \cot {\frac {\pi }{30}}=\cot 6^{\circ }={\tfrac {1}{2}}\left[{\sqrt {3}}(3+{\sqrt {5}})+{\sqrt {2(25+11{\sqrt {5}})}}\right]\,}

### 9°: правилан двадесетоугао
{\displaystyle \sin {\frac {\pi }{20}}=\sin 9^{\circ }={\tfrac {1}{8}}\left[{\sqrt {2}}({\sqrt {5}}+1)-2{\sqrt {5-{\sqrt {5}}}}\right]\,}
{\displaystyle \cos {\frac {\pi }{20}}=\cos 9^{\circ }={\tfrac {1}{8}}\left[{\sqrt {2}}({\sqrt {5}}+1)+2{\sqrt {5-{\sqrt {5}}}}\right]\,}
{\displaystyle \tan {\frac {\pi }{20}}=\tan 9^{\circ }={\sqrt {5}}+1-{\sqrt {5+2{\sqrt {5}}}}\,}
{\displaystyle \cot {\frac {\pi }{20}}=\cot 9^{\circ }={\sqrt {5}}+1+{\sqrt {5+2{\sqrt {5}}}}\,}

### 12°: правилан петнаестоугао
{\displaystyle \sin {\frac {\pi }{15}}=\sin 12^{\circ }={\tfrac {1}{8}}\left[{\sqrt {2(5+{\sqrt {5}})}}-{\sqrt {3}}({\sqrt {5}}-1)\right]\,}
{\displaystyle \cos {\frac {\pi }{15}}=\cos 12^{\circ }={\tfrac {1}{8}}\left[{\sqrt {6(5+{\sqrt {5}})}}+{\sqrt {5}}-1\right]\,}
{\displaystyle \tan {\frac {\pi }{15}}=\tan 12^{\circ }={\tfrac {1}{2}}\left[{\sqrt {3}}(3-{\sqrt {5}})-{\sqrt {2(25-11{\sqrt {5}})}}\right]\,}
{\displaystyle \cot {\frac {\pi }{15}}=\cot 12^{\circ }={\tfrac {1}{2}}\left[{\sqrt {3}}({\sqrt {5}}+1)+{\sqrt {2(5+{\sqrt {5}})}}\right]\,}

### 15°: правилан дванаестоугао
{\displaystyle \sin {\frac {\pi }{12}}=\sin 15^{\circ }={\tfrac {1}{4}}{\sqrt {2}}({\sqrt {3}}-1)\,}
{\displaystyle \cos {\frac {\pi }{12}}=\cos 15^{\circ }={\tfrac {1}{4}}{\sqrt {2}}({\sqrt {3}}+1)\,}
{\displaystyle \tan {\frac {\pi }{12}}=\tan 15^{\circ }=2-{\sqrt {3}}\,}
{\displaystyle \cot {\frac {\pi }{12}}=\cot 15^{\circ }=2+{\sqrt {3}}\,}

### 18°: правилан десетоугао
{\displaystyle \sin {\frac {\pi }{10}}=\sin 18^{\circ }={\tfrac {1}{4}}\left({\sqrt {5}}-1\right)\,}
{\displaystyle \cos {\frac {\pi }{10}}=\cos 18^{\circ }={\tfrac {1}{4}}{\sqrt {2(5+{\sqrt {5}})}}\,}
{\displaystyle \tan {\frac {\pi }{10}}=\tan 18^{\circ }={\tfrac {1}{5}}{\sqrt {5(5-2{\sqrt {5}})}}\,}
{\displaystyle \cot {\frac {\pi }{10}}=\cot 18^{\circ }={\sqrt {5+2{\sqrt {5}}}}\,}

### 21°: збир 9° + 12°
{\displaystyle \sin {\frac {7\pi }{60}}=\sin 21^{\circ }={\tfrac {1}{16}}\left[2({\sqrt {3}}+1){\sqrt {5-{\sqrt {5}}}}-{\sqrt {2}}({\sqrt {3}}-1)(1+{\sqrt {5}})\right]\,}
{\displaystyle \cos {\frac {7\pi }{60}}=\cos 21^{\circ }={\tfrac {1}{16}}\left[2({\sqrt {3}}-1){\sqrt {5-{\sqrt {5}}}}+{\sqrt {2}}({\sqrt {3}}+1)(1+{\sqrt {5}})\right]\,}
{\displaystyle \tan {\frac {7\pi }{60}}=\tan 21^{\circ }={\tfrac {1}{4}}\left[2-(2+{\sqrt {3}})(3-{\sqrt {5}})\right]\left[2-{\sqrt {2(5+{\sqrt {5}})}}\right]\,}
{\displaystyle \cot {\frac {7\pi }{60}}=\cot 21^{\circ }={\tfrac {1}{4}}\left[2-(2-{\sqrt {3}})(3-{\sqrt {5}})\right]\left[2+{\sqrt {2(5+{\sqrt {5}})}}\right]\,}

### 22.5°: правилан осмоугао
{\displaystyle \sin {\frac {\pi }{8}}=\sin 22.5^{\circ }={\tfrac {1}{2}}{\sqrt {2-{\sqrt {2}}}},}
{\displaystyle \cos {\frac {\pi }{8}}=\cos 22.5^{\circ }={\tfrac {1}{2}}{\sqrt {2+{\sqrt {2}}}}\,}
{\displaystyle \tan {\frac {\pi }{8}}=\tan 22.5^{\circ }={\sqrt {2}}-1\,}
{\displaystyle \cot {\frac {\pi }{8}}=\cot 22.5^{\circ }={\sqrt {2}}+1\,} (сребрни пресек)/(бронзани пресек)

### 24°: збир 12° + 12°
{\displaystyle \sin {\frac {2\pi }{15}}=\sin 24^{\circ }={\tfrac {1}{8}}\left[{\sqrt {3}}({\sqrt {5}}+1)-{\sqrt {2}}{\sqrt {5-{\sqrt {5}}}}\right]\,}
{\displaystyle \cos {\frac {2\pi }{15}}=\cos 24^{\circ }={\tfrac {1}{8}}\left({\sqrt {6}}{\sqrt {5-{\sqrt {5}}}}+{\sqrt {5}}+1\right)\,}
{\displaystyle \tan {\frac {2\pi }{15}}=\tan 24^{\circ }={\tfrac {1}{2}}\left[{\sqrt {2(25+11{\sqrt {5}})}}-{\sqrt {3}}(3+{\sqrt {5}})\right]\,}
{\displaystyle \cot {\frac {2\pi }{15}}=\cot 24^{\circ }={\tfrac {1}{2}}\left[{\sqrt {2}}{\sqrt {5-{\sqrt {5}}}}+{\sqrt {3}}({\sqrt {5}}-1)\right]\,}

### 27°: збир 12° + 15°
{\displaystyle \sin {\frac {3\pi }{20}}=\sin 27^{\circ }={\tfrac {1}{8}}\left[2{\sqrt {5+{\sqrt {5}}}}-{\sqrt {2}}\;({\sqrt {5}}-1)\right]\,}
{\displaystyle \cos {\frac {3\pi }{20}}=\cos 27^{\circ }={\tfrac {1}{8}}\left[2{\sqrt {5+{\sqrt {5}}}}+{\sqrt {2}}\;({\sqrt {5}}-1)\right]\,}
{\displaystyle \tan {\frac {3\pi }{20}}=\tan 27^{\circ }={\sqrt {5}}-1-{\sqrt {5-2{\sqrt {5}}}}\,}
{\displaystyle \cot {\frac {3\pi }{20}}=\cot 27^{\circ }={\sqrt {5}}-1+{\sqrt {5-2{\sqrt {5}}}}\,}

### 30°: правилан шестоугао
{\displaystyle \sin {\frac {\pi }{6}}=\sin 30^{\circ }={\tfrac {1}{2}}\,}
{\displaystyle \cos {\frac {\pi }{6}}=\cos 30^{\circ }={\tfrac {1}{2}}{\sqrt {3}}\,}
{\displaystyle \tan {\frac {\pi }{6}}=\tan 30^{\circ }={\tfrac {\sqrt {3}}{3}}\,}
{\displaystyle \cot {\frac {\pi }{6}}=\cot 30^{\circ }={\sqrt {3}}\,}

### 33°: збир 15° + 18°
{\displaystyle \sin {\frac {11\pi }{60}}=\sin 33^{\circ }={\tfrac {1}{16}}\left[2({\sqrt {3}}-1){\sqrt {5+{\sqrt {5}}}}+{\sqrt {2}}(1+{\sqrt {3}})({\sqrt {5}}-1)\right]\,}
{\displaystyle \cos {\frac {11\pi }{60}}=\cos 33^{\circ }={\tfrac {1}{16}}\left[2({\sqrt {3}}+1){\sqrt {5+{\sqrt {5}}}}+{\sqrt {2}}(1-{\sqrt {3}})({\sqrt {5}}-1)\right]\,}
{\displaystyle \tan {\frac {11\pi }{60}}=\tan 33^{\circ }={\tfrac {1}{4}}\left[2-(2-{\sqrt {3}})(3+{\sqrt {5}})\right]\left[2+{\sqrt {2(5-{\sqrt {5}})}}\right]\,}
{\displaystyle \cot {\frac {11\pi }{60}}=\cot 33^{\circ }={\tfrac {1}{4}}\left[2-(2+{\sqrt {3}})(3+{\sqrt {5}})\right]\left[2-{\sqrt {2(5-{\sqrt {5}})}}\right]\,}

### 36°: правилан петоугао
{\displaystyle \sin {\frac {\pi }{5}}=\sin 36^{\circ }={\tfrac {1}{4}}{\sqrt {2(5-{\sqrt {5}})}}\,}
{\displaystyle \cos {\frac {\pi }{5}}=\cos 36^{\circ }={\frac {1+{\sqrt {5}}}{4}}={\tfrac {1}{2}}\varphi \,}
где је {\displaystyle \varphi } златни пресек;
{\displaystyle \tan {\frac {\pi }{5}}=\tan 36^{\circ }={\sqrt {5-2{\sqrt {5}}}}\,}
{\displaystyle \cot {\frac {\pi }{5}}=\cot 36^{\circ }={\tfrac {1}{5}}{\sqrt {5(5+2{\sqrt {5}})}}\,}

### 39°: збир 18° + 21°
{\displaystyle \sin {\frac {13\pi }{60}}=\sin 39^{\circ }={\tfrac {1}{16}}[2(1-{\sqrt {3}}){\sqrt {5-{\sqrt {5}}}}+{\sqrt {2}}({\sqrt {3}}+1)({\sqrt {5}}+1)]\,}
{\displaystyle \cos {\frac {13\pi }{60}}=\cos 39^{\circ }={\tfrac {1}{16}}[2(1+{\sqrt {3}}){\sqrt {5-{\sqrt {5}}}}+{\sqrt {2}}({\sqrt {3}}-1)({\sqrt {5}}+1)]\,}
{\displaystyle \tan {\frac {13\pi }{60}}=\tan 39^{\circ }={\tfrac {1}{4}}\left[(2-{\sqrt {3}})(3-{\sqrt {5}})-2\right]\left[2-{\sqrt {2(5+{\sqrt {5}})}}\right]\,}
{\displaystyle \cot {\frac {13\pi }{60}}=\cot 39^{\circ }={\tfrac {1}{4}}\left[(2+{\sqrt {3}})(3-{\sqrt {5}})-2\right]\left[2+{\sqrt {2(5+{\sqrt {5}})}}\right]\,}

### 42°: збир 21° + 21°
{\displaystyle \sin {\frac {7\pi }{30}}=\sin 42^{\circ }={\frac {{\sqrt {6}}{\sqrt {5+{\sqrt {5}}}}-{\sqrt {5}}+1}{8}}\,}
{\displaystyle \cos {\frac {7\pi }{30}}=\cos 42^{\circ }={\frac {{\sqrt {2}}{\sqrt {5+{\sqrt {5}}}}+{\sqrt {3}}({\sqrt {5}}-1)}{8}}\,}
{\displaystyle \tan {\frac {7\pi }{30}}=\tan 42^{\circ }={\frac {{\sqrt {3}}({\sqrt {5}}+1)-{\sqrt {2}}{\sqrt {5+{\sqrt {5}}}}}{2}}\,}
{\displaystyle \cot {\frac {7\pi }{30}}=\cot 42^{\circ }={\frac {{\sqrt {2(25-11{\sqrt {5}})}}+{\sqrt {3}}(3-{\sqrt {5}})}{2}}\,}

### 45°: квадрат
{\displaystyle \sin {\frac {\pi }{4}}=\sin 45^{\circ }={\frac {\sqrt {2}}{2}}={\frac {1}{\sqrt {2}}}\,}
{\displaystyle \cos {\frac {\pi }{4}}=\cos 45^{\circ }={\frac {\sqrt {2}}{2}}={\frac {1}{\sqrt {2}}}\,}
{\displaystyle \tan {\frac {\pi }{4}}=\tan 45^{\circ }=1\,}
{\displaystyle \cot {\frac {\pi }{4}}=\cot 45^{\circ }=1\,}

### 60°: једнакостраничан троугао
{\displaystyle \sin {\frac {\pi }{3}}=\sin 60^{\circ }={\tfrac {1}{2}}{\sqrt {3}}\,}
{\displaystyle \cos {\frac {\pi }{3}}=\cos 60^{\circ }={\tfrac {1}{2}}\,}
{\displaystyle \tan {\frac {\pi }{3}}=\tan 60^{\circ }={\sqrt {3}}\,}
{\displaystyle \cot {\frac {\pi }{3}}=\cot 60^{\circ }={\tfrac {1}{\sqrt {3}}}\,}

## Примедбе

### Употребе константи
Као пример употребе ових константи, размотримо додекаедар наредне запремине, где је a дужина неке ивице:
{\displaystyle V={\frac {5a^{3}\cos {36^{\circ }}}{\tan ^{2}{36^{\circ }}}}}
Користећи
{\displaystyle \cos 36^{\circ }={\frac {{\sqrt {5}}+1}{4}}\,}
{\displaystyle \tan 36^{\circ }={\sqrt {5-2{\sqrt {5}}}}\,}
могуће је наредно упрошћење:
{\displaystyle V={\frac {a^{3}(15+7{\sqrt {5}})}{20}}\,}

### Троуглови извођења
Извођења синусних, косинусних и тангенсних константи у радијалним облицима је засновано на конструктибилности правоуглих троуглова.
Овде се при одређивању тригонометријских пропорција користе правоугли троуглови који потичу од симетричних одсечака правилних многоуглова. Сваки правоугли троугао представља три тачке у правилном многоуглу: теме, средиште странице која садржи то теме и центар многоугла. Сваки n-тоугао може да се подели на 2n правоуглих троуглова са угловима од {180/n, 90−180/n, 90} степени, за n који су 3, 4, 5, ...
Конструктибилност 3, 4, 5, и 15-остраних многоуглова је основа, а симетрале углова омогућавају извођење умношци за по 2.
- Конструктибилни
  - 3×2n-тострани правилни многоуглови, за n 0, 1, 2, 3, ...
    - 30°-60°-90° троугао: правоугли троугао (3-страни)
    - 60°-30°-90° троугао: шестоугао (6-страни)
    - 75°-15°-90° троугао: дванаестоугао (12-страни)
    - 82.5°-7.5°-90° троугао: 24-страни
    - 86.25°-3.75°-90° троугао: 48-страни

  - 4×2n-тоугао
    - 45°-45°-90° троугао: квадрат (4страни)
    - 67.5°-22.5°-90° троугао: осмоугао (8-страни)
    - 78.75°-11.25°-90° троугао: шеснаестоугао (16-страни)

  - 5×2n-тоугао
    - 54°-36°-90° троугао: петоугао (5-страни)
    - 72°-18°-90° троугао: десетоугао (10-страни)
    - 81°-9°-90° троугао: 20-страни
    - 85.5°-4.5°-90° троугао: 40-страни
    - 87.75°-2.25°-90° троугао: 80-страни

  - 15×2n-тоугао
    - 78°-12°-90° троугао: 15-страни
    - 84°-6°-90° троугао: 30-страни
    - 87°-3°-90° троугао: 60-страни
    - 88.5°-1.5°-90° троугао: 120-страни
    - 89.25°-0.75°-90° троугао: 240-страни

  - ... (Виши конструктибилни правилни полигони не дају целобројне углове: 17, 51, 85, 255, 257...)
- Неконструктибилни (са целобројним или половином целобројних величина углова) – Ниједан коначан израз са коренима над реалним бројевима није могућ за ове пропорције међу страницама троугла, те нису могући ни њихови умношци за по 2.
  - 9×2n-тоугао
    - 70°-20°-90° троугао: деветоугао (9-страни)
    - 80°-10°-90° троугао: 18-страни
    - 85°-5°-90° троугао: 36-страни
    - 87.5°-2.5°-90° троугао: 72-страни

  - 45×2n-тострани
    - 86°-4°-90° троугао: 45-страни
    - 88°-2°-90° троугао: 90-страни
    - 89°-1°-90° троугао: 180-страни
    - 89.5°-0.5°-90° троугао: 360-страни

## Израчунате тригонометријске вредности за синус и косинус

### Тривијалне вредности
У степенима: 0, 30, 45, 60, и 90 могу да се израчунају из одговарајућих троуглова применом Питагорине теореме.

### n×π/(5×2m)

#### Геометријски метод
Примена Птоломејеве теореме на тетиван четвороугао ABCD дефинисан са четири узастопна темена петоугла, добије се да је:
{\displaystyle \mathrm {crd} \ {36^{\circ }}=\mathrm {crd} \left(\angle \mathrm {ADB} \right)={\frac {a}{b}}={\frac {2}{1+{\sqrt {5}}}},}
што је реципрочан број 1/φ од златног пресека. Crd је дужина тетиве са централним углом једнаким аргументу у јединичном кругу:
{\displaystyle \mathrm {crd} \ {\theta }=2\sin {\frac {\theta }{2}}.\,}
Следи
{\displaystyle \sin {18^{\circ }}={\frac {1}{1+{\sqrt {5}}}}.}
(На други начин, без коришћења Птоломејеве теореме, означимо са X пресек AC и BD, и разматрањем углова закључимо да је AXB једнакокрак, те је AX = AB = a. Троуглови AXD и CXB су слични јер су AD и BC паралелне. Зато XC = a·(a/b). Али AX + XC = AC, те a + a2/b = b. Решавањем се добије a/b = 1/φ, као и горе).
Слично
{\displaystyle \mathrm {crd} \ 108^{\circ }=\mathrm {crd} (\angle \mathrm {ABC} )={\frac {b}{a}}={\frac {1+{\sqrt {5}}}{2}},}
те следи
{\displaystyle \sin 54^{\circ }=\cos 36^{\circ }={\frac {1+{\sqrt {5}}}{4}}.}

#### Алгебарски метод
Применом формула за вишеструке углове се из познатих вредности тригонометријских функција од {\displaystyle 5x\,}, где {\displaystyle x\in \{18,36,54,72,90\}\,} и {\displaystyle 5x\in \{90,180,270,360,450\}\,}, могу добити и вредности функција од {\displaystyle x}. Формуле вишеструких углова су: 
{\displaystyle \sin {5x}=16\sin ^{5}x-20\sin ^{3}x+5\sin x\,},
{\displaystyle \cos {5x}=16\cos ^{5}x-20\cos ^{3}x+5\cos x\,}.
- За {\displaystyle \sin {5x}=0\,} или {\displaystyle \cos {5x}=0\,}, означимо {\displaystyle y=\sin x\,} или {\displaystyle y=\cos x\,} и решимо по {\displaystyle y\,}:

{\displaystyle 16y^{5}-20y^{3}+5y=0\,}.
Једно решење је нула, а резултујућа једначиа четвртог степена може да се реши као квадратна по {\displaystyle y^{2}\,}.
- За {\displaystyle \sin {5x}=1\,} или {\displaystyle \cos {5x}=1\,}, поново означимо {\displaystyle y=\sin x\,} или {\displaystyle y=\cos x\,} и решимо по {\displaystyle y\,}:

{\displaystyle 16y^{5}-20y^{3}+5y-1=0\,},
што може да се растави:
{\displaystyle (y-1)(4y^{2}+2y-1)^{2}=0\,}.

### n×π/20
9° је 45-36, и 27° је 45−18; те користимо формуле за синус и косинус разлике.

### n×π/30
6° је 36-30, 12° је 30−18, 24° је 54−30, и 42° је 60−18; те користимо формуле за синус и косинус разлике.

### n×π/60
3° је 18−15, 21° је 36−15, 33° је 18+15, и 39° је 54−15, те користимо одговарајуће адиционе формуле за синус и косинус.

## Стратегије за упрошћавање израза

### Рационалисање имениоца
Ако је именилац квадратни корен, помножити бројилац и именилац тим кореном.
Ако је именилац збир или разлика два члана, помножити бројилац и именилац конјугатом имениоца. Конјугат имениоца је идентичан имениоцу изузев промене у знаку између чланова.
Некада је неопходно вишеструко рационалисање имениоца.

### Подела разломка на два дела
Некада је корисна подела разломка на збир два, након чега се они засебно упросте.

### Квадрирање и кореновање
Ако постоји компликован члан, при чему постоји само једна врста корена, оваква идеја може да помогне. Квадрира се члан, комбинују се слични чланови, а затим се одреди квадратни корен. Ово може да да корен унутар корена, али је углавном бољи облик од полазног.

### Упрошћавање израза са угњежденим кореновима
У општем случају није могуће упрошћавање угњеждених коренова.
Међутим, ако је за {\displaystyle {\sqrt {a+b{\sqrt {c}}}}\,},
{\displaystyle R={\sqrt {a^{2}-b^{2}c}}\,}
рационално, а оба броја
{\displaystyle d=\pm {\sqrt {\frac {a\pm R}{2}}}{\text{ and }}e=\pm {\sqrt {\frac {a\pm R}{2c}}}\,}
сз такође рационалнни, уз одговарајући избор четири ± знака, следи
{\displaystyle {\sqrt {a+b{\sqrt {c}}}}=d+e{\sqrt {c}}.\,}
На пример,
{\displaystyle 4\sin {18^{\circ }}={\sqrt {6-2{\sqrt {5}}}}={\sqrt {5}}-1.\,}